# Комлева, Людмила Сидоровна
Людмила Сидоровна Комлева (род. 28 апреля 1943, Татарск, Новосибирская область), в девичестве Горбач — советская украинская легкоатлетка, специалистка по прыжкам в высоту. Выступала за сборную СССР по лёгкой атлетике в 1960-х годах, обладательница серебряной медали чемпионата Европы, победительница и призёрка первенств всесоюзного значения. Представляла Харьков и спортивное общество «Авангард». Мастер спорта СССР международного класса (1966). Заслуженный тренер Украины (1998).

## Биография
Родилась 28 апреля 1943 года в городе Татарске Новосибирской области. Впоследствии постоянно проживала в Харькове, Украинская ССР.
Начала заниматься лёгкой атлетикой в 1960 году в спортивном клубе при Харьковском тракторном заводе, проходила подготовку под руководством заслуженного тренера Украины Олега Васильевича Даниленко.
На протяжении 1960-х годов находилась в числе сильнейших украинских прыгуний в высоту, в частности четырежды выигрывала первенство Украинской ССР (1962, 1964, 1965, 1968), четыре раза обновляла рекорд республики.
Наивысшего успеха на всесоюзном уровне добилась в сезоне 1966 года, когда на чемпионате СССР в Днепропетровске с результатом 1,73 превзошла всех соперниц в прыжках в высоту и завоевала золотую медаль. Попав в состав советской сборной, удостоилась права защищать честь страны на чемпионате Европы в Будапеште — в финале прыгнула на 1,73 метра и получила серебро, уступив только соотечественнице Таисии Ченчик. По итогам сезона удостоена почётного звания «Мастер спорта СССР международного класса».
В мае 1967 года на соревнованиях в Харькове установила свой личный рекорд в прыжках в высоту — 1,75 метра.
Окончила Харьковский университет (1968). После завершения спортивной карьеры в течение многих лет работала тренером по лёгкой атлетике в Харькове. Заслуженный тренер Украины (1998).